# Малага
Вижте пояснителната страница за други значения на Малага.
Ма̀лага (на испански: Málaga) е град в Южна Испания, автономната област Андалусия, център на провинция Малага и голямо пристанище на Средиземно море.
Градът се намира на брега на Средиземно море, заобиколен от планини. Климатът е мек, средната годишна температура е 19 °C.
Населението на града е 568 479 души (2013), а на градската агломерация – около 814 000 души (2005).

## История и забележителности
Градът възниква през 10 век пр.н.е., основан от финикийци под името Малака. Предполага се, че това име произлиза от финикийската дума за сол, тъй като около пристанището била осолявана риба. Около 3 век пр.н.е. римляните завладяват града заедно с останалите испански владения на Картаген. От тази епоха са останали в града руини от античен театър.
От 5 век градът се владее от вестготите. През 8 век Испания е завладяна от маврите и Малага се превръща във важен търговски център. Крепостта „Алкасаба“ е построена от маврите през 1057 г. По онова време градът е в границите на халифата на Кордоба, а по-късно - след залеза на династията на Умаядите - се превръща в център на отделно княжество, зависимо от Гранада. През 1487 г. градът е завзет от кастилските войски и с това се слага край на мюсюлманското присъствие. Оцелял е намиращ се в Малага мавърски дворец. В друг, бивш кралски, днес се помещава археологически музей, а в двореца „Буена Виста“ от XVI век се намира музей на изящните изкуства. Катедралата „Манкита“ е недовършена, строена върху основите на джамия в продължение на 200 години, съчетаваща различни архитектурни стилове от XVI до XVIII век.
По време на Испанската гражданска война през 1936 г. градът е бомбардиран от италианските войски и привържениците на Франсиско Франко. След 1960 г. Малага се превръща в голям туристически център. В града има къща-музей на Пабло Пикасо и ботаническата градина „Пасео дел Парке“. Градският театър „Сервантес“ (на името на писателя Мигел де Сервантес) е сред най-известните в Испания.

## Известни личности
Родени в Малага:
- Пабло Пикасо (1881 – 1973), художник
- Антонио Бандерас (* 1960), актьор
- Пабло Алборан (* 1989), певец и композитор

Починали в Малага:
- Йордан Пеев (1919 – 1970), български общественик

## Побратимени градове
- Галвистън, САЩ
- Гуадалахара, Мексико
- Ел Аюн, Западна Сахара
- Мобил, САЩ
- Пасау, Германия, от 1987 г.
- Попаян, Колумбия
- Тир, Ливан
- Фару, Португалия